# Karl von Zeyer

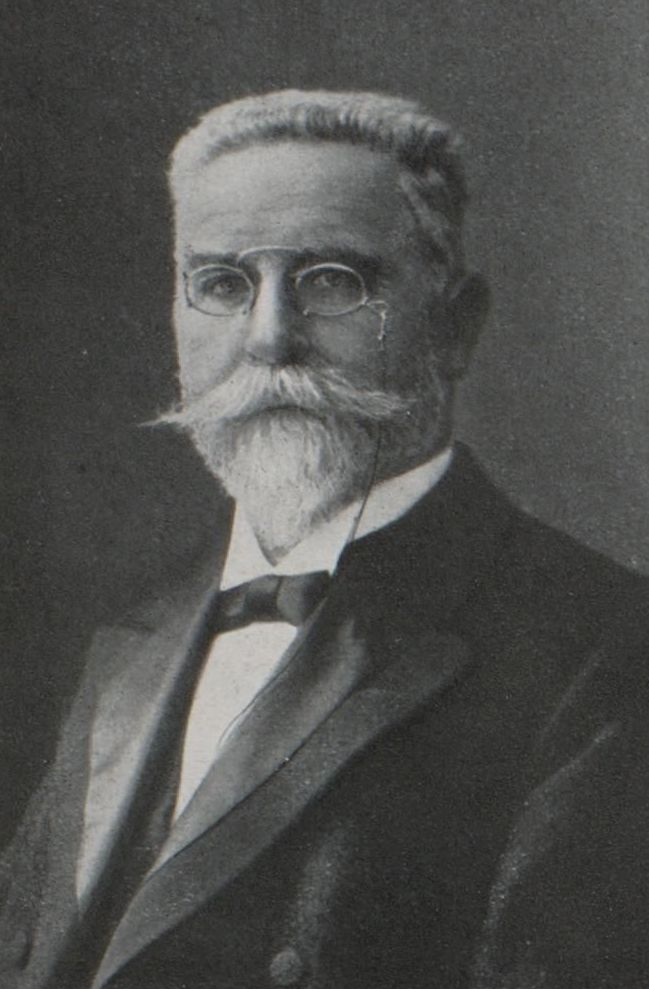
Karl von Zeyer

Karl Georg Wilhelm Zeyer, ab 1893 von Zeyer, (* 19. September 1839 in Esslingen; † 1. Januar 1920 in Stuttgart) war ein württembergischer Beamter und Staatsminister.

## Leben
Karl Zeyer war der Sohn des Juristen Friedrich Matthäus von Zeyer (1797–1876), welcher bis zum Präsidenten des Württembergischen Staatsgerichtshofs aufstieg, und der Emilie Ferdinande, Tochter des Staatsrats von Huber, und er gehörte der evangelischen Kirche an. Karl Zeyer hatte insgesamt vier Geschwister. Seine Gymnasialzeit beendete er 1857 mit der Maturitätsprüfung (Abitur) in Ulm. Danach absolvierte er eine halbjährige Lehrzeit in der Kanzlei des Gerichtsnotariats in Ulm. Von 1858 bis 1861 studierte Zeyer Rechtswissenschaften an der Universität Tübingen und schloss sich 1858 der Studentenverbindung Staufia an. 1862 legte er die Erste Höhere Justizdienstprüfung ab und im Jahr darauf die Zweite. Er begann seine Karriere als Justizreferendar am Oberamtsgericht in Ulm. Als Justizassessor wurde er 1864 Assistent in der Kanzlei des Anwalts Wilhelm Schall in Öhringen. 1866 wechselte er zum Oberamtsgericht nach Brackenheim und wurde noch im selben Jahr Amtsrichter beim Stadtgericht in Stuttgart. Im November 1869 konnte er die Stelle eines Kreisrichters beim Kreisgerichtshof in Stuttgart besetzen. Im Jahre 1871 heiratete er Marie Krauß, die Ehe blieb kinderlos.

## Werdegang
Im Juni 1873 trat Zeyer ins Steuerkollegium ein und war dort zunächst als Justitiar, dann als Assessor und schließlich als Vortragender Rat tätig. Ab 1878 arbeitete er bei der Domänendirektion und ab 1880 im Departement der Finanzen (Württembergisches Finanzministerium). Dort wurde er 1882 Oberfinanzrat. Eine weitere Stufe seiner Laufbahn war 1886 die Mitgliedschaft im Disziplinarhof. 1887 wurde Zeyer Direktor der Katasterkommission und Referent im Finanzministerium, 1891 Ministerialdirektor und 1894 Kollegialpräsident. Seit 1891 besaß er ein Mandat für die württembergische Kammer der Standesherren auf Lebenszeit, welches er jedoch mit seiner Ernennung zum Staatsminister im Departement der Finanzen am 22. März 1898 freiwillig abgab. Als Finanzminister war Zeyer Nachfolger des verstorbenen Karl von Riecke und gehörte nacheinander den Regierungen Mittnacht, Schottenstein, Breitling und Weizsäcker an, ehe er 1908 in den Ruhestand trat.

## Ehrungen
- 1893 Kommenturkreuz des Ordens der Württembergischen Krone, mit dem der persönliche Adel verbunden war[2]
- 1903 Großkreuz des Ordens der Württembergischen Krone[3]
- 1903 Dr. oec. publ. h. c. der Universität Tübingen